# Obutobea chrysophora
Obutobea chrysophora är en fjärilsart som beskrevs av Ghesquière 1942. Obutobea chrysophora ingår i släktet Obutobea och familjen mott. Inga underarter finns listade i Catalogue of Life.